# Lampranthus amoenus
Lampranthus amoenus es una especie de planta suculenta perteneciente a la familia de las aizoáceas. Es originaria de Sudáfrica.

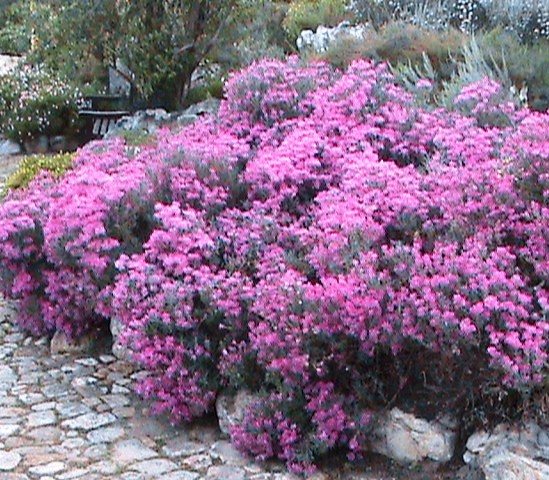
Vista de la planta en flor

## Descripción
Es una pequeña planta suculenta perennifolia que alcanza un tamaño de 15 cm de altura, con flores de color violeta, se encuentra a una altitud de 200 - 880 metros en Sudáfrica.

## Taxonomía
Lampranthus amoenus fue descrita por  (Salm-Dyck ex DC. N.E.Br., y publicado en The Gardeners' Chronicle, ser. 3 87: 211. 1930.
Etimología
Lampranthus: nombre genérico que deriva de las palabras griegas: lamprós = "brillante" y ánthos = "flor".
amoenus: epíteto latino que significa "agradable".
Sinonimia
- Mesembryanthemum amoenum Salm-Dyck ex DC. basónimo[3][4]